# Leichtathletik-Junioreneuropameisterschaften 1977
| 4. Leichtathletik-Junioreneuropameisterschaften | 4. Leichtathletik-Junioreneuropameisterschaften |
| ----------------------------------------------- | ----------------------------------------------- |
| Das Olimpijskyj im Dezember 2008                |                                                 |
| Stadt                                           | Donezk, ehem. Sowjetunion, heute Ukraine        |
| Stadion                                         | RSK Olimpijskyj                                 |
| Teilnehmende Länder                             |                                                 |
| Teilnehmende Athleten                           |                                                 |
| Wettbewerbe                                     | 36                                              |
| Eröffnung                                       | 19. August 1977                                 |
| Schlussfeier                                    | 21. August 1977                                 |
| Eröffnet durch                                  |                                                 |

Die 4. Leichtathletik-Junioreneuropameisterschaften fanden vom 19. bis 21. August 1977 im Regionalen Sport Komplex Olimpijskyj in Donezk (heute Ukraine, seinerzeit Sowjetunion) statt. 
Die Wettkampfergebnisse sind unter Weblinks zu finden.

## Medaillenspiegel
| Medaillenspiegel (Endstand nach 36 Entscheidungen) | Medaillenspiegel (Endstand nach 36 Entscheidungen) | Medaillenspiegel (Endstand nach 36 Entscheidungen) | Medaillenspiegel (Endstand nach 36 Entscheidungen) | Medaillenspiegel (Endstand nach 36 Entscheidungen) | Medaillenspiegel (Endstand nach 36 Entscheidungen) |
| Platz                                              | Land                                               | Gold                                               | Silber                                             | Bronze                                             | Gesamt                                             |
| -------------------------------------------------- | -------------------------------------------------- | -------------------------------------------------- | -------------------------------------------------- | -------------------------------------------------- | -------------------------------------------------- |
| 1                                                  | Deutsche Demokratische Republik                    | 15                                                 | 16                                                 | 6                                                  | 37                                                 |
| 2                                                  | Sowjetunion                                        | 6                                                  | 4                                                  | 8                                                  | 18                                                 |
| 3                                                  | BR Deutschland                                     | 4                                                  | 7                                                  | 6                                                  | 17                                                 |
| 4                                                  | Finnland                                           | 3                                                  | 1                                                  | 0                                                  | 4                                                  |
| 5                                                  | Vereinigtes Königreich                             | 2                                                  | 2                                                  | 8                                                  | 12                                                 |
| 6                                                  | Frankreich                                         | 2                                                  | 0                                                  | 1                                                  | 3                                                  |
| 7                                                  | Polen                                              | 1                                                  | 1                                                  | 3                                                  | 5                                                  |
| 8                                                  | Spanien                                            | 1                                                  | 1                                                  | 0                                                  | 2                                                  |
| 9                                                  | Italien                                            | 1                                                  | 0                                                  | 1                                                  | 2                                                  |
| 10                                                 | Dänemark                                           | 1                                                  | 0                                                  | 0                                                  | 1                                                  |
| 11                                                 | Belgien                                            | 0                                                  | 1                                                  | 1                                                  | 2                                                  |
| 11                                                 | Bulgarien                                          | 0                                                  | 1                                                  | 1                                                  | 2                                                  |
| 11                                                 | Schweiz                                            | 0                                                  | 1                                                  | 1                                                  | 2                                                  |
| 14                                                 | Ungarn                                             | 0                                                  | 1                                                  | 0                                                  | 1                                                  |
| 15                                                 | Schweden                                           | 0                                                  | 0                                                  | 1                                                  | 1                                                  |
| Gesamt                                             | Gesamt                                             | 36                                                 | 36                                                 | 37                                                 | 109                                                |